# Upłaziasta Turnia
Upłaziasta Turnia słow. Západná Bielovodská veža, ok. 1880 m – turniczka w masywie Młynarza w słowackich Tatrach Wysokich. Znajduje się w grani wschodniej Młynarza, pomiędzy Młynarką (ok. 2010 m) a Przeziorową Turnią (ok. 1860 m). Od Młynarki oddzielona jest Pośrednią Białowodzką Przełączką, a od wschodu w grani łączącej Upłaziastą Turnię z Przeziorową Turnią znajdują się:
- Upłaziasta Przełączka (ok. 1855 m),
- Przeziorowy Ząb (ok. 1865 m),
- Przeziorowa Szczerbina (ok. 1845 m)[3].

Upłaziasta Turnia znajduje się w odległości kilkudziesięciu metrów od Pośredniej Białowodzkiej Przełączki. Na Upłaziastą Przełączkę opada kilkunastometrowej wysokości uskokiem zbudowanym z litej skały.
Pierwszego (prawdopodobnie) wejścia turystycznego na wierzchołek Upłaziastej Turni dokonał Władysław Cywiński 31 lipca 1995 r. (II w skali tatrzańskiej, 10 min). Jan Humpola i Mieczysław Świerz, którzy przeszli granią 14 lipca 1924 r. nie zauważyli, że między Pośrednią Białowodzką Przełączką a Przeziorową Turnią  znajdują się dwie turniczki (Upłaziasta Turnia i Przeziorowy Ząb). Z ich opisu wynika, że zdobyli Przeziorowy Ząb, nie wchodzili natomiast na Upłaziastą Turnię.